# Drahanovice
Drahanovice är en ort i Tjeckien.   Den ligger i regionen Olomouc, i den östra delen av landet, 200 km öster om huvudstaden Prag. Drahanovice ligger 245 meter över havet och antalet invånare är 1 699.
Terrängen runt Drahanovice är lite kuperad. Runt Drahanovice är det ganska tätbefolkat, med 207 invånare per kvadratkilometer. Närmaste större samhälle är Prostějov, 12,1 km söder om Drahanovice. Trakten runt Drahanovice består till största delen av jordbruksmark.